# جسر زرافشان
جسر زرافشان (بالأوزبكية: Zarafshan Bridge) هو جسر يقع في مدينة سمرقند بـأوزبكستان، ويمتد فوق نهر زرافشان. يُعد الجسر من المعالم البارزة في المنطقة ويساهم في تسهيل حركة المرور بين ضفتي النهر.

## الوصف
الجسر من النوع القوسي ويتميز بتصميم معماري يعكس الأسلوب التقليدي للمنطقة مع لمسات حديثة. يربط بين أجزاء مهمة من المدينة ويُستخدم لعبور المركبات والمشاة.

## الأهمية
بجانب أهميته العملية، يمثل جسر زرافشان رمزًا للتنمية الحضرية في سمرقند ويعزز من جاذبية المدينة كوجهة سياحية، خاصة أنه يقع بالقرب من عدد من المعالم التاريخية.